# 구라도촌
구라도촌(倉戸村)은 후쿠시마현 가와누마군에 있던 촌이다. 현재의 야나이즈정에 해당한다.

## 역사
- 1889년 4월 1일 - 정촌제 시행에 의해 2촌의 구역으로 성립하였다.
- 1921년 5월 1일 - 구라도 촌, 이타니 촌과 합병해 새로운 야나이즈정이 성립하였다. 동일 구라도촌이 폐지되었다.

## 교통

### 철도노선
- 현재는 구 촌역에 다다미선 다키야역이 소재하지만 당시엔 미개통이였다.

### 도로
- 국도 252호선

## 참고문헌
- 角川日本地名大辞典 7 福島県